# Teocuitatlán de Corona
Teocuitatlán de Corona es una localidad mexicana ubicada en el estado de Jalisco. Se localiza en la región Lagunas y es la cabecera del municipio homónimo.

## Geografía
Teocuitatlán de Corona se localiza en el oeste del municipio de homónimo, en el centro sur de Jalisco. Se encuentra a una altura media de 1380 m s. n. m. y cubre un área de 2.05 km².

## Demografía
De acuerdo con el censo realizado en 2020 por el Instituto Nacional de Estadística y Geografía, en Teocuitatlán de Corona había un total de 3986 habitantes, de los que 2023 eran mujeres y 1963, hombres.
En dicho censo se registraron 1706 viviendas, de las que 1145 se encontraban habitadas. El promedio de ocupantes por vivienda particular habitada era de 3.4, mientras que por habitación era de 0.92 personas.
| Gráfica de evolución demográfica de Teocuitatlán de Corona entre 1900 y 2020 |
|                                                                              |
| Fuente: Instituto Nacional de Estadística y Geografía.                       |